# Sam Jansson

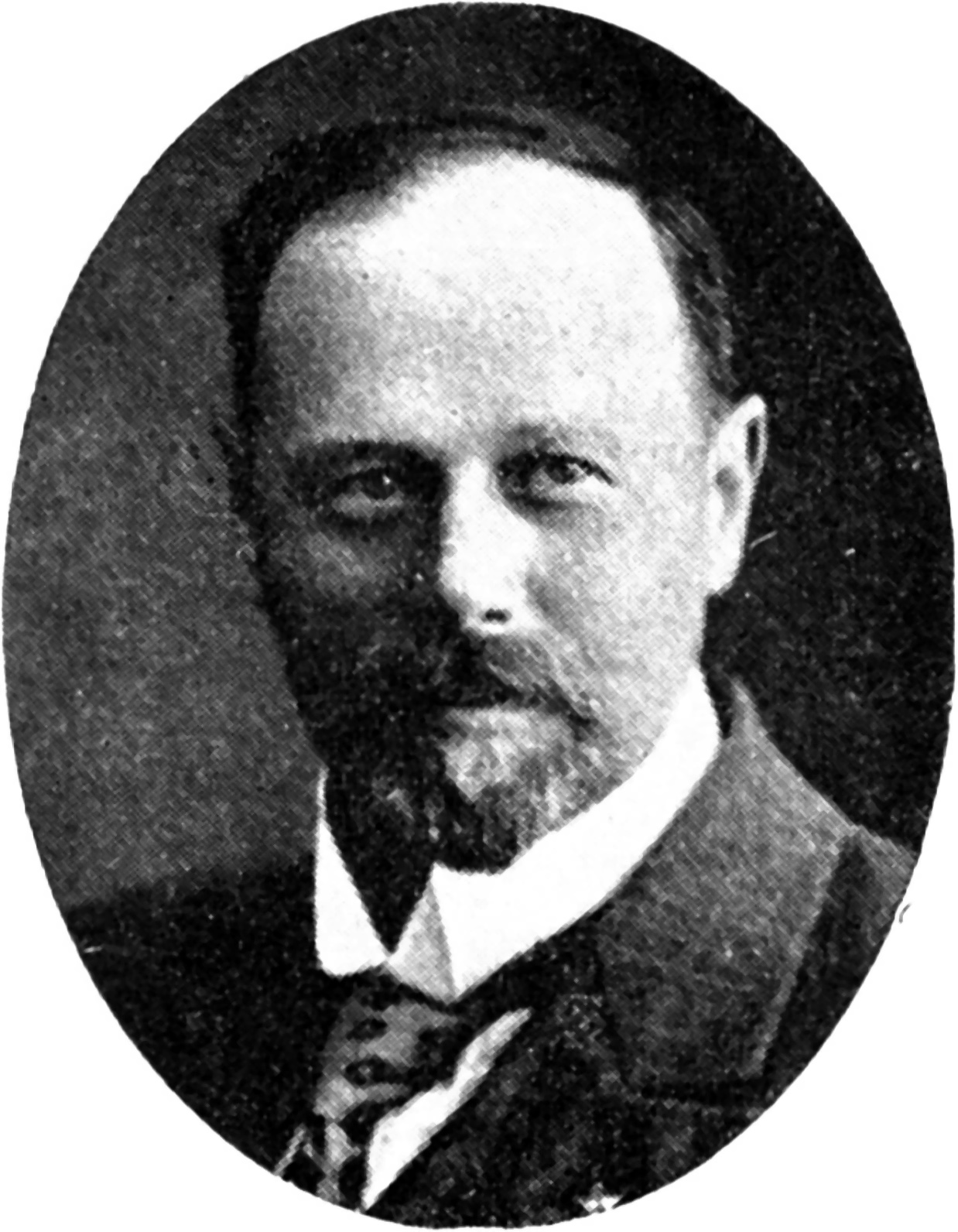
Sam Jansson 1933. Foto från La Espero.

Samuel (Sam) Jansson, född 9 december 1876 i Lindesberg, död 29 september 1939 i Stockholm, var en svensk skolman och esperantist. Han var far till Sam Owen Jansson.
Sam Jansson var son till bergsmannen Anders Jansson och Susanna Jansson. Han avlade mogenhetsexamen vid Örebro högre allmänna läroverk 1896 och studerade därefter vid Uppsala universitet där han blev filosofie kandidat 1899 och filosofie licentiat 1905. Jansson kom 1905 till Beskowska skolan i Stockholm, där han var rektor från 1913 till sin död. Jansson var en varm anhängare av frihetspedagogik, och hade rykte om sig som en mycket god pedagog och rektor.
Han fortsatte under sin tid som lärare och rektor att intressera sig för forskningen. Tillsammans med sin son, Sam Owen Jansson, utförde han dialektundersökningar i Västmanland åt Svenska landsmålsarkivet i Uppsala. Han skrev uppsatser om paleografi, pedagogik och världsspråksfrågan. Efter hans död utgavs undersökningen Svensk paleografi (1944), där han visade hur den latinska skriften kom till Sverige och hur den utvecklades fram till mitten av 1400-talet.
Jansson var även en engagerad esperantist. Han lärde sig esperanto 1921, och var rektor för Svenska esperanto-institutet 1923–1939 (grundat av Svenska Esperantoförbundet, Svenska lärares esperantoförbund och ABF) och vice ordförande i Svenska esperantoförbundet (SEF) 1926–1939. Från 1926 var han ansvarig för en avancerad korrespondenskurs i esperanto som han själv konstruerat. Kursen kostade 5 kronor, och fram till 1933 hade över 1000 personer beställt den.
I Beskowska skolan införde och undervisade han i esperanto som ämne i femte klass mellan 1922 och 1927, då en lagändring gjorde det svårt att fortsätta undervisningen. Efter kursen fick eleverna göra ett examenstest. Bland eleverna fanns bland annat prins Carl, brorson till dåvarande kung Gustav V. Prinsens far, prins Carl, kom också att skriva under ett upprop för att ge prästen Andreo Cseh tillstånd att hålla esperantokurser i Sverige, och dåvarande kronprinsen, sedermera kung Gustav VI Adolf, besökte senare en esperantoutställning i Stockholm.
Han ansvarade för ett halvtimmes rikstäckande esperanto-radioprogram under ABF:s sändningar. Programmet sändes en gång i månaden, på en söndagsmorgon. I mars 1933 deltog han också i en radiodebatt om ”världsspråksfrågan”, tillsammans med bland andra Björn Collinder, också han esperantist, och Eugen Zachrisson, som förespråkade sitt förslag anglic – ett förenklat stavningssystem för engelska.
Sam Jansson använde signaturen SJn i SEF:s tidning La Espero. Han var gift från 1905 till sin död med Signe Owen (1874–1957), och far till Sam Owen Jansson, född 1906. Makarna Jansson är begravda på Norra begravningsplatsen utanför Stockholm.